# Observation.org
Observation.org是一个由自然科学家、公民科学家和生物学家组成的全球平台，用于收集、验证和分享生物多样性观测数据。平台可通过Observation.org网站或移动应用程序，如ObsIdentify来访问。平台上的数据库包含2.33亿条自然观测数据和7900万张照片。 该平台由非营利基金会国际观察（Observation International）根据荷兰和欧洲法律，在该国出版和托管。

## 开放数据

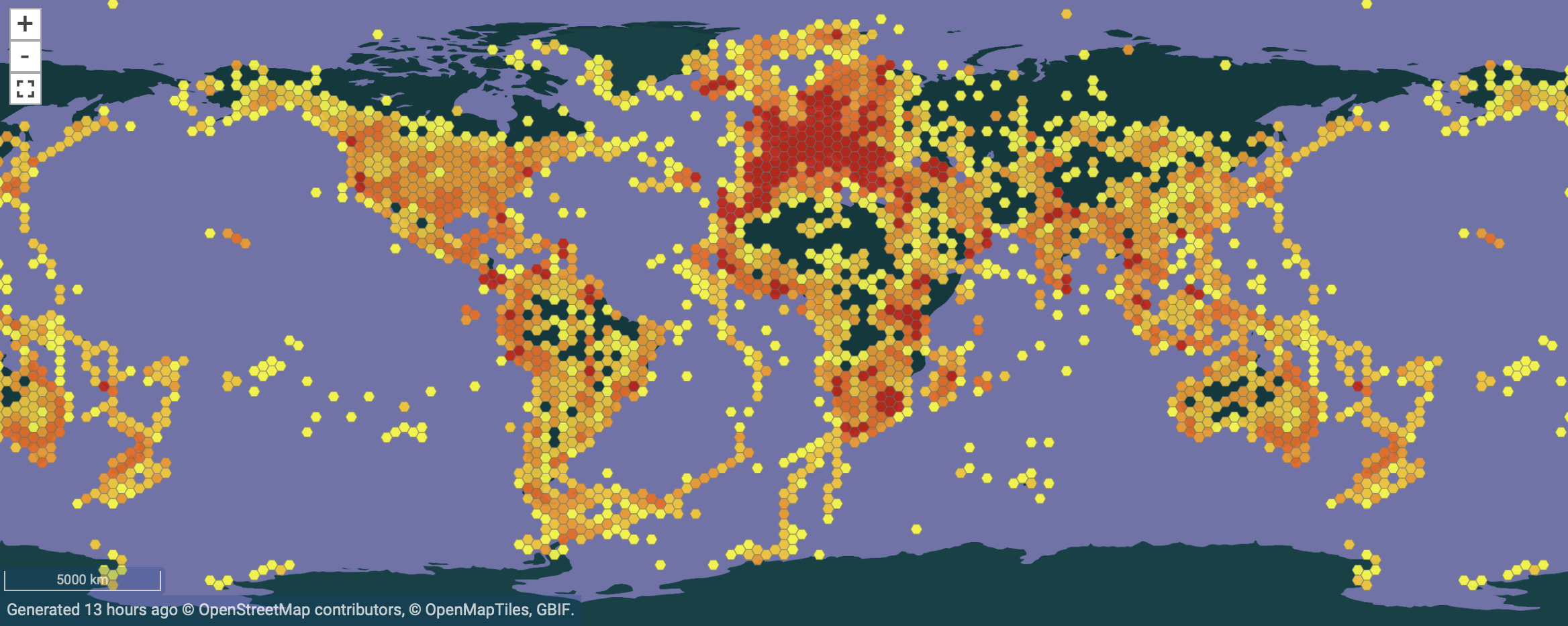
Observation.org在GBIF的数据地图

获批准的观测数据将作为开放数据在全球生物多样性信息机构（GBIF）上共享。 该数据集包含约8200万个事件、1900万张带注释的照片 和69,000个带注释的录音。 Observation.org是GBIF上全球第三大的发布者。